# Romanização

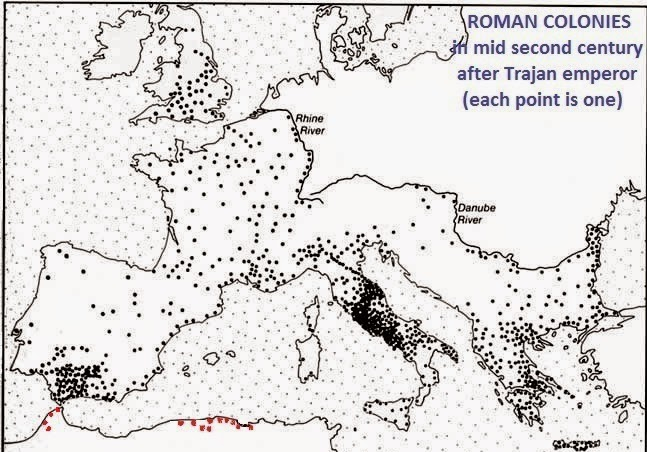
Colônias romanas ao redor do Império durante o século II.

Romanização, conceito criado por Theodor Mommsen no século XIX, indica a propagação da cultura romana através da aculturação e assimilação cultural de seus atributos, por parte das populações anexadas durante o período de expansão da República Romana, do Império Romano ou Principado, dentro da perspectiva civilizatória de Roma. Tal processo variou de acordo com as especificidades dos diferentes locais em que ocorreu.
Segundo Martin Millett, a romanização teria começado de cima para baixo, com as classes superiores adotando a cultura romana em primeiro lugar e, de modo mais lento, essa assimilação teria se espalhado para as regiões mais internas e periféricas entre os camponeses. Outras perspectivas, no entanto, ressaltam a participação dos nativos nesse processo de mudanças dentro do Império Romano, resultando na adaptação de práticas e conceitos utilizados em Roma, de modo a satisfazer os interesses locais.
A título de exemplificação dos mecanismos desse processo de romanização, podemos destacar a construção de cidades, locais em que se manifestava e se exercia o ideal de cidadão romano, reforçando a ideia do ser romano entre os nativos.
Cabe ressaltar que o termo romanização variou ao longo de sua existência, sendo, ainda hoje, alvo de discussão entre especialistas. No século XX, com os processos de descolonização, houve uma mudança ideológica, na qual a necessidade de um novo discurso e de uma nova perspectiva da história se fez presente.

## Histórico do termo

### Conceito de Romanização por Mommsen
Theodor Mommsen foi agraciado com o Prémio Nobel de Literatura de 1902, pela sua obra "História de Roma" onde pela primeira vez se leu o termo "Romanização" na descrição das ações de pensar, colonizar, controlar terras distantes e possuídas por outros povos "na formação do Império Romano".
Há estudos que explicam melhor a base de estudos de Mommsen e Haverfield, que são estudos baseados na teoria de Darwin. Através desses estudos tenta-se explicar a transformação de diversas culturas (a exemplo britânico) em uma cultura "romanizada".

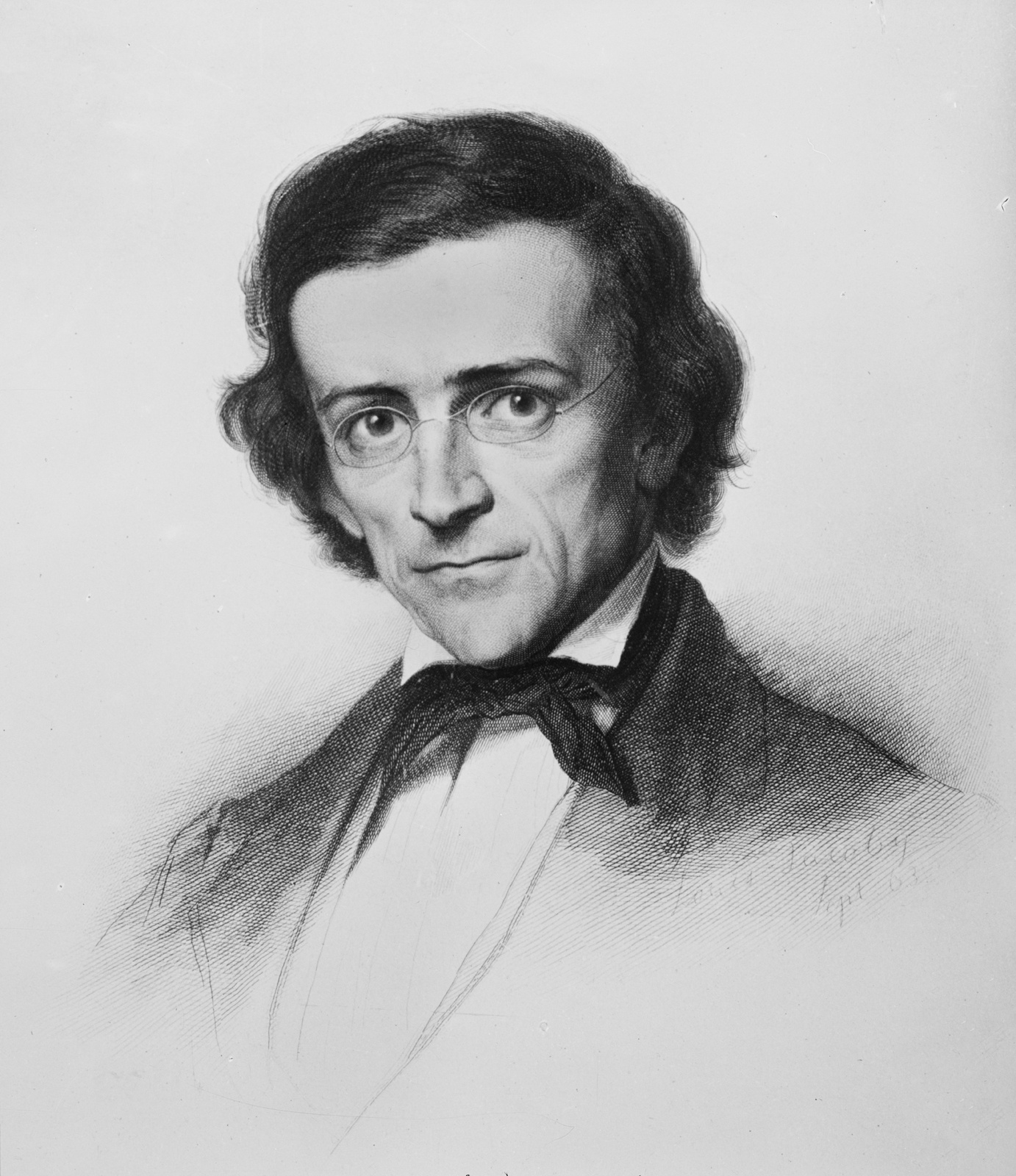
Theodor Mommsen, retratado por Louis Jacobi, 1863

### Escola Britânica - Haverfield
Arqueólogo, em seu trabalho "A romanização da Bretanha Romana" - publicado, pela primeira vez, em 1906 - Haverfield estabeleceu um modelo para o processo de mudança progressiva, "romanização", que tem muito em comum com os conceitos de "progresso" e de "desenvolvimento" próprios do século XIX e do início do XX, período em que o Império Britânico se estabelecia e necessitava de fundamentos positivistas encontrados na história do Império Romano para justificar suas práticas imperialistas na África e na Ásia.
Haverfield sugere que Roma manteve seu império de duas maneiras: organizando as defesas das fronteiras e intervindo no crescimento das "civilizações internas". O autor denomina de romanização a maneira de não-romanos receberem uma nova língua, cultura, arte, estilo de vida urbana e religião. Suas duas conclusões sobre o processo foram: primeiramente, romanização, no geral, visa extinguir a distinção entre romanos e provinciais, em relação à cultura material, política e língua; como outra conclusão, é afirmado que o processo não foi igual em todo lugar e não destruiu, de uma vez só, todos os traços tribais e sentimentos "nacionalistas" dos conquistados.

### O pós-colonialismo e os Nativistas
Nas décadas de 1970 e 1980, a contra-resposta dos nativistas surgiu para descentralizar as visões e teorias sobre o termo, adicionando a noção de resistência para as culturas não-romanas. Para esse grupo, que apontou a lenta incorporação do latim, a rápida urbanização das cidades e o aparente reviver dos povos que compartilhavam uma cultura celtas no final do Império, a romanização foi um pouco mais do que uma "pincelada", onde a cultura céltica sobreviveu. Para os nativistas britânicos, o modo romano de viver não foi nem "abraçado" nem rejeitado, mas ignorado, formando uma "resistência passiva".

### Abordagem de Millett
A partir da conceituação de Haverfield sobre romanização, Martin Millett, não querendo reacender as tensões com os nativistas, mas tentar uma coexistência das duas teorias, conciliando a conclusão de Haverfield em relação ao "recebimento" de uma nova cultura com a teoria nativista britânica da participação ativa de toda a população conquistada. Ele o fez aceitando a hipótese de Haverfield em que a romanização foi um processo espontâneo, mas afirmando que o motor para a adoção dos símbolos da Romanitas esteve, inteiramente, nas mãos das elites nativas. Segundo a abordagem de Millett, as elites teriam aceitado a ocupação romana e as futuras modificações geradas e adotariam os modelos considerados pelos romanos como menos "bárbaros" para manter a sua soberania na região.

### Teoria de Hingley
Para Richard Hingley não é possível afirmar um conceito de romano ou de cultura material romana sem recorrer a visões e opiniões modernas ou contemporâneas, ou seja, sem utilizar termos que não pertecem à época. Segundo o autor, obviamente a conquista romana das províncias deixou marcas profundas, tanto físicas (modificações dos edifícios, templos, construção de estradas) quanto psicológicas (pois a conquista e as mudanças foram através de uma guerra). Desse modo, tentar perceber como os habitantes locais das províncias se relacionavam intimamente com a presença romana é complicado e difícil de ser analisado.

## Características da romanização
Pode-se medir os mecanismos da romanização através de alguns elementos chave da cultura material e da tradição literária antiga. O ponto de partida principal é a cidade, pois é o local onde se manifesta a "humanitas" romana, ou seja, o conjunto de atitudes ideais do modo de vida romano. É também nas cidades romanas construídas nas províncias que se construíam os símbolos urbanísticos romanos clássicos, como o fórum, o teatro, as basílicas, os templos, as estátuas etc. Isso tudo reforçava entre a população nativa a ideia do que é "ser romano".

### Definição do "modo de vida romano"
Em termos técnicos e jurídicos, pode-se definir um romano pelo fato dele ter cidadania romana. Porém, vários outros aspectos da cultura romana poderiam também ser incluídos, como o culto aos deuses romanos e depois ao imperador. Mas por causa das diferenças sociais e territoriais entre os habitantes do império, o que identifica um romano passava por assimilar atributos culturais que fariam alguém se tornar romano, “parecer romano”. A criação dessa identidade parte da utilização do latim, do culto imperial, da participação no exército, da promoção do modelo de urbanização típico do mundo romano nas províncias, e principalmente da defesa do ideal de virtus. A virtus é o conjunto das virtudes ideais do homem romano, o vir, ou seja, o modo como um romano típico deveria agir. Originalmente, a “uirtus” descrevia especificamente a coragem guerreira, porém seu sentido foi ampliado e passou a designar também as virtudes romanas no seu conjunto. As virtudes eram divididas em diferentes qualidades, incluindo a prudentia (prudência), a justitia (justiça), a temperantia (autocontrole), a fortitudo (coragem), a gravitas (postura que denota seriedade), a pietas (o culto correto aos deuses), a fides (boa-fé) e a auctoritas (autoridade, poder). Um homem que agisse virtuosamente seria então um homem que agiria com humanitas - traduzindo vulgarmente, alguém civilizado, que possui uma conduta moralmente superior.

## Diferenças regionais
A expansão do Império Romano, durante os séculos III e II a.C., não ocorreu de maneira uniforme em todas as regiões conquistadas. Cada povo apresentou reações diferentes, seja através da resistência ou da conciliação de interesses entre os grupos dirigentes e os invasores romanos, seja devido à variedade de povos ou às suas respectivas formas de organização econômico-social.

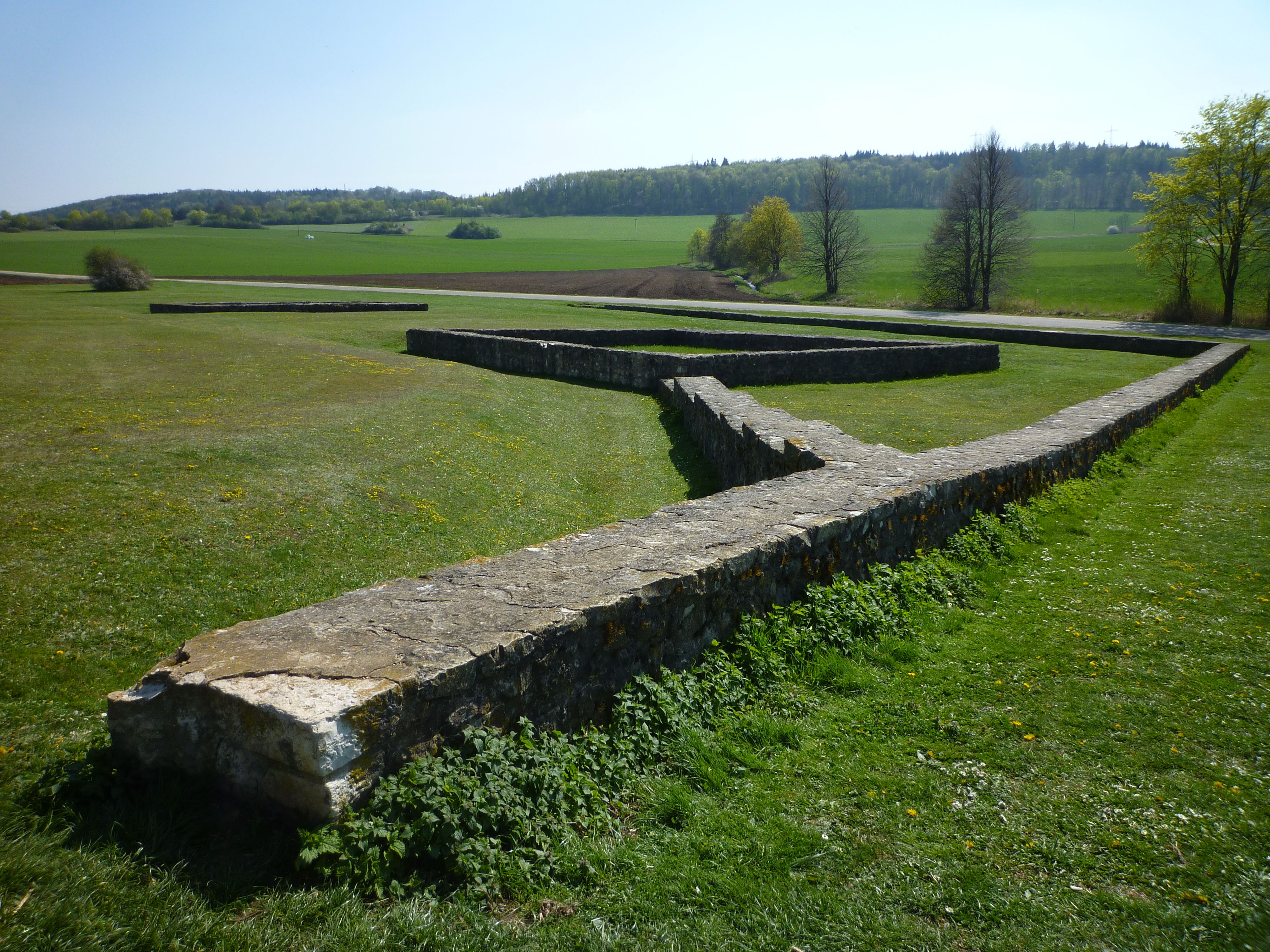
Villa rustica, fazenda romana com casa de banhos, século III d.C. - Nördlingen, Alemanha

A Germânia, por exemplo, como ressalta Otto C. Barreto Neto, era um território desconhecido pelo Império Romano, o que fez com que, em um primeiro momento, a região recebesse poucos investimentos e o seu desenvolvimento não fosse efetivo. Os germanos viviam em aldeias e eram um povo semi-nômade. Ao perceberem a presença dos romanos, fugiam para as florestas e optavam pela guerrilha como forma de resistência, o que dificultava a dominação por parte do império. A principal presença de romanos na Germânia eram nos acampamentos militares na fronteira, o limes, sendo através deles desenvolvidas as práticas comerciais e as representações culturais romanas. Além das legiões, passavam também pelo território comerciantes, prostitutas, aventureiros e políticos, alguns deles "cidadãos romanos".
A invasão romana da península Ibérica ocorreu pela primeira vez em 194 a.C. Conhecida como Lusitânia e atualmente como Portugal, durante o processo de expansão, a região serviu muitas vezes de abrigo para os romanos, antecipando, assim, uma forma de contato entre lusitanos e romanos. A entrada dos romanos deu-se de maneira diferenciada nessa região, sendo caracterizada por alguns conflitos e, em algumas áreas de menor resistência, principalmente pelo interesse dos grupos dirigentes e das classes mais ricas em integrar o Império. De modo geral, o Império Romano obteve domínio sobre a Lusitânia gerando uma miscigenação significativa entre estes, marcando a região com características importantes de cultura e costumes, formando as raízes do que hoje é Portugal.
No caso da Britânia, os motivos de sua invasão geram debate entre historiadores, principalmente por acreditarem num forte potencial comercial daquela região. A assimilação cultural entre os dois povos e outros dominados por Roma, levou até mesmo a propagação do cristianismo, posteriormente, por todo o império. Resquícios materiais, por exemplo, como a Muralha de Adriano influíram na divisão atual das Ilhas Britânicas. De acordo com Bernardo Milazzo, a conquista romana da Britânia criou elementos como a "fronteira étnica" entre os dominados e os dominadores, devido ao aspecto de resistência dos bretões.
No Oriente, em especial na Grécia, a romanização foi menos marcante. A cultura grega influenciou mais os romanos do que o contrário, como diz o poeta latino Horácio: Graecia capta ferum victorem cepit, "A Grécia capturada conquistou seu feroz dominador". Em um primeiro momento, os gregos desprezaram a cultura de seus dominadores, mas especialmente a partir do século II d.C. pode-se perceber uma presença maior da cultura romana, como por exemplo na popularização de combates de gladiadores, no aumento da participação de gregos dentro do senado romano, na adoção do culto imperial e no processo de incremento da burocratização durante a Antiguidade tardia.
É preciso enfatizar uma característica comum do processo: em todas as regiões invadidas pelos romanos preservaram-se muitos dos traços culturais locais, sendo transformada principalmente a esfera política. Isso ocorreu tanto para Roma quanto para os povos dominados, o que gerou uma mescla entre as culturas, criando uma cultura heterogênea e nova nas regiões dominadas. Alexandria, por exemplo, mesmo se considerando superior em tradição e cultura, incorporou elementos políticos oriundos de Roma e características culturais da Grécia. Da mesma maneira que Roma, "absorvia" diversos modelos egípcios, por considerar esta uma civilização avançada, de costumes e tradições com características muito fortes.
Assim, o que se nota de maneira mais geral é que, apesar das diferentes influências e transformações causadas, não se diluíram as culturas locais, sendo esse processo caracterizado pela integração das culturas.